# Вођа
Вођа (старословенски: вожд) је предводник. Ова реч је била специфична за други део прве половине 20. века код империјалних режима у Европи и носиоци ове титуле су имали апсолутну власт. На немачком језику, ова реч је der Führer, на италијанском il duce, а на шпанском el caudillo. Ту титулу су носили Адолф Хитлер, Бенито Мусолини, Франциско Франко.